# NGC 411

NGC 411

NGC 411 في الفهرس العام الجديد، هي عنقود نجمي، تقع في كوكبة الطوقان. اكتشفت في 1826 بواسطة جيمس دنلوب.

## روابط خارجية
- NGC 411 على موقع ويكي سكاي: DSS2, SDSS, GALEX, IRAS, Hydrogen α, X-Ray, Astrophoto, Sky Map, Articles and images